# 후쿠모리 겐타
후쿠모리 겐타(일본어: 福森 健太, 1994년 7월 4일 ~ )는 일본의 축구 선수이다. 현재 오이타 트리니타에서 J3리그의 도치기 SC로 임대되어 뛰고 있다.

## 구단 경력
그는 2016년부터 J리그의 기라반츠 기타큐슈, 오이타 트리니타, 도치기 SC에서 뛰었다.